# Írán na Letních olympijských hrách 1956
Írán na Letních olympijských hrách 1956 v australském Melbourne reprezentovalo 17 sportovců v 3 sportech.

## Medailisté
| Medaile | Jméno                    | Sport    | Disciplína                   |
| ------- | ------------------------ | -------- | ---------------------------- |
| Zlato   | Emámalí Habíbí           | Zápas    | Muži volný styl do 70 kg     |
| Zlato   | Golamrezá Tachtí         | Zápas    | Muži volný styl do 97 kg     |
| Stříbro | Mohammadalí Chodžastepur | Zápas    | Muži volný styl do 52 kg     |
| Stříbro | Mehdi Yaghoubi           | Zápas    | Muži volný styl do 57 kg     |
| Bronz   | Mahmoud Namjoo           | Vzpírání | muži bantamová váha do 56 kg |